# Nationalpark Khao Laem Ya – Mu Ko Samet
Der Nationalpark Khao Laem Ya – Mu Ko Samet (Thai: อุทยานแห่งชาติเขาแหลมหญ้า-หมู่เกาะเสม็ด, RTGS: uthayan haengchat khao laem ya – mu ko samet, Nationalpark „Kap des Grasberges und Samet Archipel“) ist ein Marine Nationalpark (MNP, deutsch etwa ‚Meeres-Nationalpark‘, Nr. 8) im östlichen Teil der Zentralregion von Thailand.
Der Samet-Archipel zusammen mit dem Kap des Grasberges (Khao Laem Ya) sowie einem Gebiet von elf Kilometern des Mae-Ramphueng-Strandes wurde 1981 vom thailändischen „Royal Forest Department“ zum Nationalpark erklärt.

## Geographie
Der Park liegt in der Provinz Rayong, etwa 200 Kilometer südöstlich von Bangkok. Er hat eine Größe von 81.875 Rai, das entspricht etwa 131 km².
Der Samet-Archipel besteht neben Ko Samet aus den Inseln Ko Chan (เกาะจันทร์ – „Mond-Insel“), Ko San Chalam (เกาะสันฉลาม – „Haifischflossen-Insel“) und Hin Khao (หินขาว – „Weißer Felsen“), welche südlich von Samet liegen, sowie weiteren acht Inseln an der Grenze des Nationalparks: Ko Kuthi (auch: Ko Kudi – เกาะกุฎี, „Mönchszellen-Insel“), Ko Klet Chalam (เกาะเกล็ดฉลาม -„Haifischschuppen-Insel“), Ko Kruai (เกาะกรวย – „Kegel-Insel“), Ko Makham (เกาะมะขาม – „Tamarind-Insel“), Ko Plai Tin (เกาะปลายตีน – „Fußspitzen-Insel“), Ko Thai Khang Kkao (เกาะท้ายค้างคาว – „Fledermausboden-Insel“), Ko Yung Kluea (เกาะยุ้งเกลือ – „Salzsilo-Insel“) und Ko Thalu (เกาะทะลุ – „Loch-Insel“).

## Klima
Von Mitte Oktober bis Februar ist es kühl und trocken. Die mittleren Temperaturen liegen im Jahresmittel bei 28 °C. Die niedrigsten Temperaturen gibt es im Dezember, es wird dann bis zu 20 °C kalt. Im April gibt es die höchsten Temperaturen von etwa 33 °C. Die mittlere Regenmenge beträgt 1339 mm im Jahr, wobei der meiste Niederschlag mit 255 mm im September, der niedrigste im Dezember mit durchschnittlich 4 mm geschieht. Die Relative Luftfeuchtigkeit beträgt 77 % im Jahresmittel.

## Sehenswürdigkeiten
- Der Laem-Ya- und der Plet-Berg (เขาแหลมหญ้า และ เขาเปล็ด) sind niedrige Laterit-Hügel mit einer Fläche von 1,09 km². Das südliche Kap ist mit Wald bestanden, von der Spitze der Hügel lassen sich im Westen die geschwungenen, sandigen Strände von Samet und zwei weiteren Inseln erblicken.
- Der Mae-Ramphueng-Strand (หาดแม่รำพึง – Hat Mae Ramphueng) ist der längste Strand der Provinz und liegt östlich der Provinzhauptstadt auf dem Festland. Hier befindet sich auch die Parkverwaltung.
- Ko Samet (เกาะเสม็ด) ist mittlerweile eine bekannte Ferieninsel geworden.